# Albert Arnstadt

Albert Arnstadt

Albert Karl Arnstadt (* 11. Mai 1862 in Großvargula, Kreis Langensalza; † 29. Januar 1947 ebenda) war ein deutscher Politiker (Deutschkonservative Partei, Deutschnationale Volkspartei).

## Leben und Beruf
Nach dem Besuch der Volksschule absolvierte Arnstadt, der evangelischen Glaubens war, eine landwirtschaftliche Lehre auf dem elterlichen Hof, der etwa seit 1500 im Familienbesitz war. 1883/84 besuchte er die landwirtschaftliche Winterschule in Merseburg. Später übernahm er den Hof von seinem Vater. Er war Vorsitzender verschiedener landwirtschaftlicher Vereine und Genossenschaften und gehörte der örtlichen Landwirtschaftskammer an. 1912 wurde er Kirchenältester in Großvargula.

## Partei
Arnstadt war im Kaiserreich Mitglied der Deutschkonservativen Partei. 1918 beteiligte er sich an der Gründung der Deutschnationalen Volkspartei. Zum 1. Oktober 1931 trat er in die NSDAP ein (Mitgliedsnummer 634.184).

## Abgeordneter
Arnstadt war seit 1892 Mitglied der Gemeindevertretung von Großvargula und seit 1912 dort stellvertretender Amtsvorsteher. Dem Reichstag des Kaiserreiches gehörte er als Abgeordneter für den Wahlkreis Erfurt 3 (Mühlhausen – Langensalza) von 1907 bis 1918 an. 1919/20 war er Mitglied der Weimarer Nationalversammlung. Anschließend war er bis Mai 1924 wieder Reichstagsabgeordneter, wo er den Wahlkreis Thüringen vertrat.

## Veröffentlichungen
- Die letzten Schenken von Vargula. Historischer Roman aus dem Ritter- und Bauernleben des 13. Jahrhunderts. Verlag des Langensalzaer Tageblatts, Langensalza 1931.
- Vargula. Ein Beitrag zur Thüringer Kulturgeschichte. Selbstverlag, 1917, DNB 572043937.